# Крисе сир Манс
Крисе сир Манс (фр. Crissay-sur-Manse) је насељено место у Француској у региону Центар, у департману Ендр и Лоара.
По подацима из 2011. године у општини је живело 120 становника, а густина насељености је износила 16,0 становника/km².

## Демографија
| 1962. | 1968. | 1975. | 1982. | 1990. | 2011. |
| ----- | ----- | ----- | ----- | ----- | ----- |
| 173   | 164   | 137   | 118   | 97    | 120   |